# 8 donne e ½
8 donne e ½ (8½ Women) è un film del 1999 diretto da Peter Greenaway, omaggio, sin dal titolo, al regista italiano Federico Fellini.
È stato presentato in concorso al 52º Festival di Cannes.

## Trama
Philip Emmenthal, ricchissimo svizzero di origini inglesi che vive nella sua grande villa a Ginevra, rimane vedovo. Il figlio cerca di consolarlo procurandogli 9 amanti, di cui una disabile (senza gambe, il 1/2 del titolo).

## Produzione
Nonostante la vicenda si svolga in Svizzera, il film è stato girato in Giappone.
La pellicola non presenta mai scene di sesso in quanto tali: contiene solo diverse inquadrature con nudità maschile. Gli atti sessuali vengono descritti durante le conversazioni.
Nel cast è presente anche, in un piccolo ruolo, Dean Harrington, attore solitamente scritturato in film d'azione o fantascientifici: 8 donne e ½ è la sua unica prova in un film commedia.